# رفتار نازک برشی

دسته بندی سیالات مختلف با در نظر گرفتن، تغییرات تنش برشی به عنوان تابعی از نرخ برشی : با افزایش نرخ برش در سیال شبه‌پلاستیک، سیال پلاستیک بینگهام و سیال شبه پلاستیک بینگهام, گرانروی ظاهری کاهش می یابد.

در رئولوژی، نازک برشی شدن یک رفتار غیر نیوتنی برای سیالاتی است که گرانروی آنها تحت کرنش برشی کاهش می یابد. نازک برشی شدن، در برخی موارد به عنوان مترادف برای رفتار شبه پلاستیک در نظر گرفته می شود.  
رفتار نازک برشی رایج ترین نوع در سیالات غیر نیوتنی می باشد و در بسیاری از موارد صنعتی و روزمره، کاربرد دارد.  اگرچه رفتار نازک برشی معمولاً در مایعات خالص با جرم مولکولی کم یا محلول های ایده آل با مولکول های کوچک مانند ساکارز یا کلرید سدیم مشاهده نمی شود. اما اغلب در محلول های پلیمری و پلیمرهای مذاب و همچنین مایعات و سوسپانسیون های پیچیده مانند سس کچاپ ، خامه زده شده، خون، رنگ و لاک ناخن مشاهده می شود.

## نظریه های رفتار نازک برشی
اگرچه علت دقیق رفتار نازک برشی به طور کامل شناخته نشده است، اما می توان از آن به عنوان اثر تغییرات ساختاری کوچک در سیال، یاد کرد؛ به گونه ای که نظم ساختاری درون سیال در ابعاد میکرو، برای تسهیل رفتار برشی، تغییر می کند.  در سیستم های کلوئیدی، جداسازی فاز در یک جریان رونده، منجر به رفتار نازک برشی می شود. در سیستم‌های پلیمری مانند مذاب‌ها پلیمری و محلول‌های پلیمری، رفتار نازک برشی در اثر از هم پاشیدگی زنجیره‌های پلیمری در یک جریان قابل مشاهده است. در حالت آسایش، پلیمرهای با وزن مولکولی بالا، در هم پیچیده و به صورت تصادفی جهت گیری می شوند. با این حال، هنگامی که تحت هم زدن با سرعت کافی قرار می‌گیرند، این زنجیره‌های پلیمری بسیار ناهمسانگرد، به مرور از هم گسسته می شوند و در امتداد جهت نیروی برشی، قرار می‌گیرند.  این اثر منجر به برهمکنش کمتر مولکول با ذرات و افزایش مقدار فضای آزاد و کاهش گرانروی می شود. 

### مدل قانون قدرت

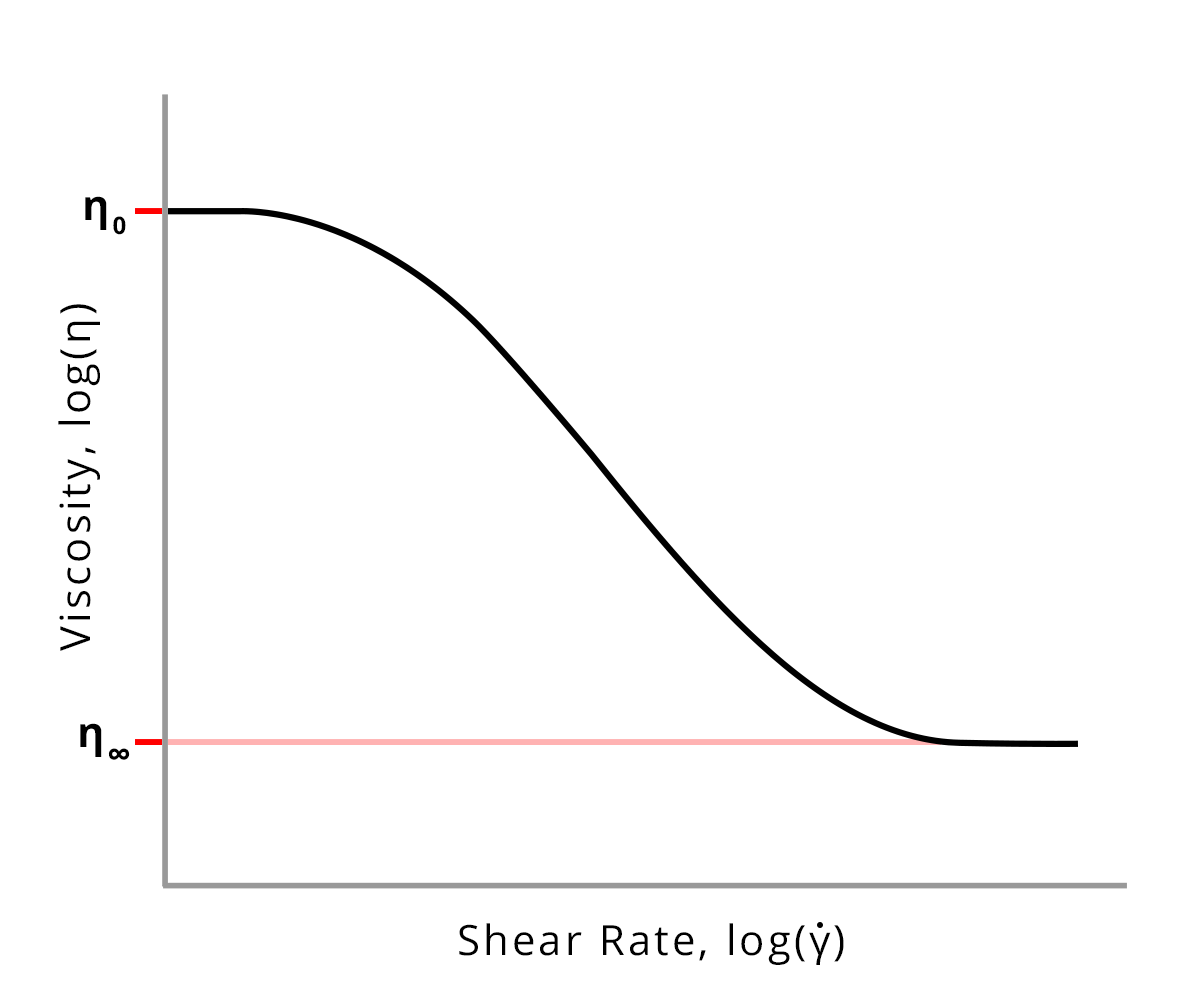
رفتار نازک برشی در یک سیستم پلیمری: گرانروی ظاهری تابع نرخ برش است. نرخ برش اولیه و پایانی در نمودار بالا قابل مشاهده است.

وقتی که نرخ برش به اندازه کافی، کم یا زیادباشد ، گرانروی یک سیستم پلیمری مستقل از نرخ برش خواهد بود. در نرخ های برش زیاد، پلیمرها به طور قابل توجهی از هم گسسته می شوند و مقدار گرانروی سیستم به اندازه گرانروی پایانی افت می کند. در نرخ‌های برشی پایین، نیروی برشی خیلی اندک است و این باعث از بین رفتن درهم‌تنیدگی‌ زنجیره های پلیمری نمی‌شود و مقدار گرانروی سیستم، به میزان گرانروی اولیه است. مقدار گرانروی پایانی نشان‌دهنده کمترین گرانروی است که سیستم پلیمری می تواند داشته باشد؛ این مقدار تابع  درجه نازک برشی است.
نمودار گرانروی بر اساس نرخ برشی در مقیاس لگاریتمی رسم می شود. در این نمودار، منطقه خطی نازک برشی وجود دارد و می توان آن را با استفاده از معادله استوالد و دی ویل به صورت زیر محاسبه کرد: 
{\displaystyle \tau =K(T)\left({d\gamma  \over dt}\right)^{n}=K(T){\dot {\gamma }}^{n}}
معادله استوالد و دی ویل را می توان به صورت لگاریتمی نوشت:
{\displaystyle \log(\tau )=\log(K)+n\log \left({\dot {\gamma }}\right)}
گرانروی ظاهری به صورت  {\displaystyle \eta ={\tau  \over {\dot {\gamma }}}}  تعریف می شود و با جایگذاری آن در معادله استوالد و دی ویل، معادله دوم برای گرانروی ظاهری به دست می آید:
{\displaystyle \eta =K(T){\dot {\gamma }}^{n-1}}
این معادله همچنین می تواند برای سیالات دیالانت (دارای رفتار ضخیم برشی) استفاده شود، جایی که مقدار n بزرگتر از 1 خواهد بود.

### مدل هرشل بالکلی
در مواد پلاستیک بینگهام یک تنش برشی اولیه یا تنش برشی بحرانی  وجود دارد که برای شروع جریان، باید از آن فراتر برویم. این رفتار معمولاً در میکروکامپوزیت‌ و نانوکامپوزیت‌های پلیمر/سیلیکا دیده می‌شود؛ در این کامپوزیت ها، در هنگام آسایش شبکه سیلیسی در درون ساختار تشکیل می شود که رفتاری مانند یک ساختار جامد در برابر تنش برشی اعمال شده از خود ارائه می‌دهد. رفتار نازک برشی سیالات پلاستیکی را می توان با مدل هرشل-بولکلی توصیف کرد، که با اضافه کردن تنش برشی اولیه به معادله استوالد و دی ویل به وجود می آید: 
{\displaystyle \tau =\tau _{y}+K(T){\dot {\gamma }}^{n}}

## ارتباط با تیکسوتروپی
برخی از نویسندگان، رفتار نازک برشی حالت خاصی از رفتار تیکسوتروپیک می دانند، زیرا بازیابی ریزساختار به حالت اولیه، همیشه به زمان نیاز دارد. هنگامی که گرانروی پس از اغتشاش سریع بازیابی می شود، رفتار مشاهده شده، یک رفتار نازک برشی کلاسیک یا شبه پلاستیسیته است، زیرا به محض برداشتن تنش برشی، گرانروی به حالت عادی باز می گردد. اما هنگامی که مقداری طول می کشد تا گرانروی بازیابی شود، رفتار تیکسوتروپیک مشاهده می شود.  با این حال، هنگام توصیف گرانروی مایعات، تمیز دادن رفتار نازک برشی (شبه پلاستیک) از رفتار تیکسوتروپیک، که در آن گرانروی برای مدتی پس از هم زدن، کاهش می یابد، مفید است. هر دوی این اثرات اغلب به طور جداگانه قابل مشاهده هستند. 

## نمونه های روزمره
رنگ های مورده استفاده کنونی، نمونه هایی از مواد شبه پلاستیک هستند. هنگامی که از این رنگ ها استفاده می شود، برش ایجاد شده توسط قلم مو یا غلتک به آنها اجازه می دهد تا سطح را به طور یکنواخت و با ضخامت یکسان، مرطوب کنند. پس از آن و برداشته شدن تنش برشی، رنگ‌ها، گرانروی خود را بازیابی کرده و این گرانروی بیشتر مانع  چکه‌کردن و روان شدن رنگ می شود.
سس کچاپ نمونه منحصر به فرد از موادی با رفتار نازک برشی است که در حالت استراحت و بدون تنش، دارای گرانروی بالا است و بروی غذا یا ساندویچ خود را حفظ می کند، اما در صورت هم زدن یا فشردن، تکان دادن، ضربه زدن به بطری یا در هنگام خروج از دهانه بطری، گرانرویش به سرعت کاهش پیدا کرده و روان می شود.
خامه به هم زده نیز نمونه ی دیگری از مواد با رفتار نازک برشی است. هنگامی که این خامه از قوطی خود بیرون ریخته می شود، به دلیل گرانروی کاهش یافته، به آرامی از نازل خارج می شود. با این حال، پس از تزریق شدن بروی قاشق یا کف ظرف، این خامه، فرم گرفته و جریان پیدا نمی کند؛ گرانروی افزایش یافته پس از آسایش به آن اجازه می دهد تا سفت شود.

## همچنین ببینید
- سیال غیر نیوتنی
- تیکسوتروپی
- پلاستیک بینگهام
- رئولوژی
- اثر کایه

## لینک های خارجی
- راز بزرگ سس کچاپ
- ناسا - فیزیک خامه فرم گرفته ناسا 25 آوریل 2008

1. 1 2  Malvern Instruments Worldwide. "A Basic Introduction to Rheology" (PDF). Retrieved 12 December 2019.
2. ↑  Tazraei, P.; Riasi, A.; Takabi, B. (2015). "The influence of the non-Newtonian properties of blood on blood-hammer through the posterior cerebral artery". Mathematical Biosciences. 264: 119–127. doi:10.1016/j.mbs.2015.03.013. PMID 25865933.
3. ↑  "The Physicsof Whipped Cream | Science Mission Directorate". science.nasa.gov. Archived from the original on 12 اكتبر 2022. Retrieved 2019-12-12. {{cite web}}: Check date values in: |archive-date= (help)
4. ↑  Inc, RheoSense. "Viscosity of Newtonian and Non-Newtonian Fluids". www.rheosense.com (به انگلیسی). Retrieved 2019-12-12.
5. 1 2  "Flow Properties of Polymers". polymerdatabase.com. Retrieved 2019-12-12.
6. ↑  Barnes, Howard A. (1997). "Thixotropy a review" (PDF). J. Non-Newtonian Fluid Mech., 70: 3. Archived from the original (PDF) on 2016-04-30. Retrieved 2011-11-30.